# Japansk prydæble
Japansk prydæble (Malus toringo) er et lille, løvfældende træ eller en stor busk med en bred, skærmagtig vækstform. Hovedgrenene er først tragtformet opstående, men de bliver senere mere udbredte med overhængende sidegrene. 

## Beskrivelse
Barken er først lysegrøn og dunhåret, men snart bliver den rødbrun og glat med lyse barkporer. Gamle grene og stammer får en glat, grå bark med ophovnede, lysebrune korkporer. Knopperne er spredtstillede, kegleformede og dækket af grålige hår. Bladene findes i to former: dels dem på ikke-blomstrende langskud, som er ægformede og trelappede med savtakket rand, og dels dem på de blomstrende skud og dværgskud, som er ovale med savtakket rand. Begge bladtyper har græsgrøn overside og lysegrøn underside. Høstfarven er gul-orange. Blomstringen sker i maj, hvor man finder blomsterne samlet i små halvskærme på knudrede kortskud. De enkelte blomster er regelmæssige og 5-tallige med stilkede, ægformede, hvide kronblade. Frugterne er langstilkede, røde bæræbler uden blivende bæger ("blomst"), men i stedet med en lys aftegning i æblets top.
Rodnettet er hjerteformet og består af mange, kraftige hovedrødder, der hver har kraftige siderødder. Da planten næsten udelukkende forhandles podet på æble-grundstammer, overtager den disses rodnet. 
Højde x bredde og årlig tilvækst: 6,00 x 10,00 m (25 x 40 cm/år).

## Hjemsted
Arten er udbredt i Kina, Korea og Japan, hvor den findes i blandede skove på fugtig, næringsrig bund. 
Langs Chikuma floden ved Nabekura-bjerget, Nagano præfekturet i det centrale Japan, vokser arten sammen med bl.a. Acer nipponicum (en art af Løn), Eleutherococcus sciadophylloides (en art af tornaralie), Fraxinus lanuginosa (en art af Ask), Hosta sieboldii, Hydrangea macrophylla ( en art af hortensia), japanpileurt, japansk bøg, japansk iris, japansk kristtorn, kurilerbambus, nepalesisk ginseng, stilket bronzeblad og sumakvingevalnød
| Portal | Portal:Botanik |

## Note
1. ↑  www.pref.nagano.jp: Rikuo Fujiwara, Kyoko Nakamura og Kuniko Yokosawa: The Vegetation along the waterside of the midstream of Chikuma River, Central Japan (japansk)